# Didier Hérauld
Didier Hérauld est un jurisconsulte et philologue français, né vers 1579, mort à Paris en juin 1649.

## Biographie
Professeur de langue grecque à l'académie de Sedan, il dut quitter sa chaire à la suite d'aigres polémiques 
avec Tilenus. Avocat au parlement de Paris, il continua à s'occuper de philologie, ce qui l'entraîna à une dispute des plus violentes avec Saumaise.

## Œuvres
Il a laissé : 
- Adversariorum libri II (Paris, 1599, in-8);
- Animadversiones ad libros epigrammatum Martialis (1600, in-4);
- Arnobii disputatio adversus Gentes (1605, in-8);
- Leidhresseri super doctrinæ capitibus inter academiam Parisiensem et Societatis Jesu patres controversiis dissertatio (1612, in-4) où il défend l'indépendance des souverains contre les prétentions de la cour de Rome ;
- De Rerum judicatarum auctoritate (1640, in-8);
- Observationum et emendationum lib I, (1644, in-8);
- Quœstionum quotidianarum tractatus (1650, in-fol.), etc.

Son fils, Louis, pasteur à Londres, puis chanoine de Canterbury, a publié : le Pacifique Royal en deuil (Saumur, 1649, in-8), dirigé contre les parlementaires ; le Pacifique Royal en joye (1665, in-8).